# 国道412号

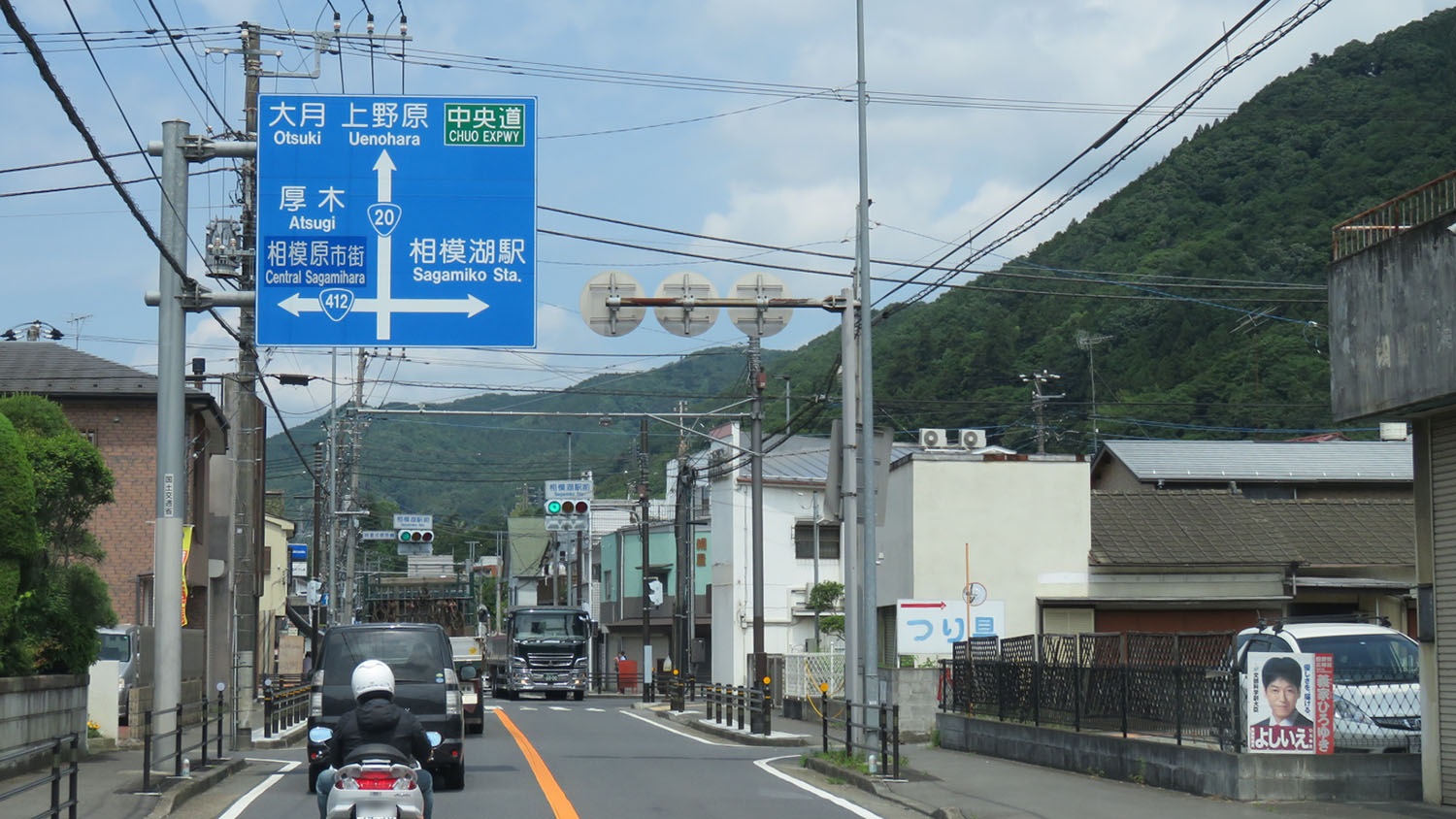
国道20号（重複区間）からの分岐
神奈川県相模原市緑区
相模湖駅前交差点

国道412号（こくどう412ごう）は、神奈川県平塚市から相模原市緑区に至る一般国道である。

## 概要

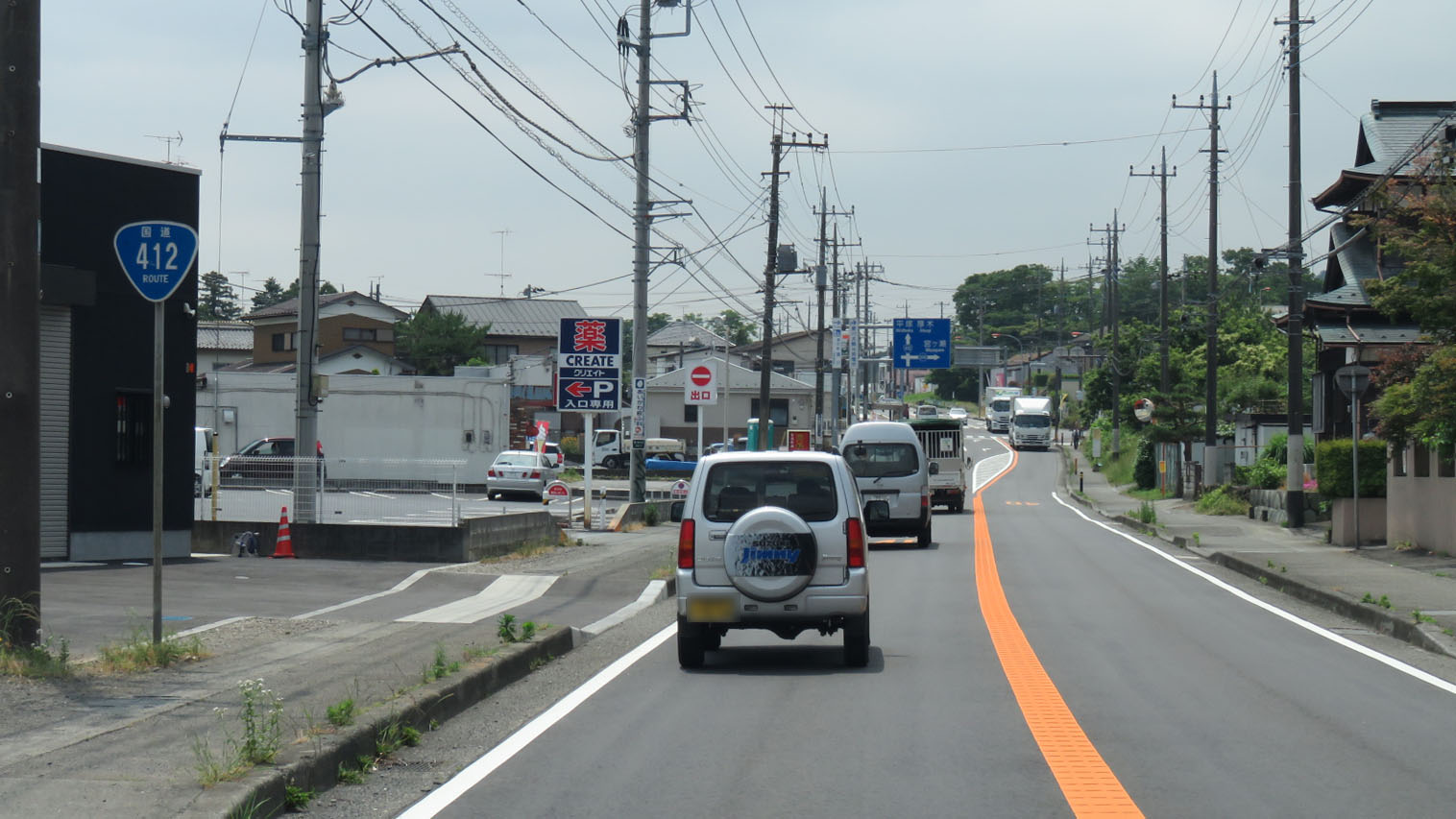
神奈川県愛甲郡愛川町半原
（2017年6月撮影）

起点の平塚市から、しばらく国道129号と重複となり、その後厚木市から、宮ヶ瀬湖の東側を通り、相模湖付近を終点とする路線で、実質的には厚木市より相模原市への道路である。

### 路線データ
一般国道の路線を指定する政令に基づく起終点および重要な経過地は次のとおり。
- 起点：平塚市（榎木町交差点 = 国道1号交点、国道129号上）
- 終点：神奈川県津久井郡藤野町[注釈 2]（相模湖インター入口交差点 = 国道20号上、中央自動車道・相模湖IC）
- 重要な経過地：厚木市、神奈川県津久井郡津久井町[注釈 3]、同郡相模湖町[注釈 3]
- 総延長 : 46.5 km（神奈川県 29.5 km、相模原市 17.0 km）重用延長を含む。[2][注釈 4]
- 重用延長 : 16.2 km（神奈川県 13.3 km、相模原市 2.9 km）[2][注釈 4]
- 未供用延長 : なし[2][注釈 4]
- 実延長 : 30.3 km（神奈川県 16.2 km、相模原市 14.1 km）[2][注釈 4]
  - 現道 : 30.3 km（神奈川県 16.2 km、相模原市 14.1 km）[2][注釈 4]
  - 旧道 : なし[2][注釈 4]
  - 新道 : なし[2][注釈 4]
- 指定区間：国道246号、国道20号と重複する区間（厚木市・船子陸橋 - 厚木市妻田、相模原市緑区・相模湖駅前交差点 - 相模湖IC（終点））[3]

## 歴史
- 1982年（昭和57年）4月1日 - 一般国道412号（平塚市 - 神奈川県津久井郡藤野町）として指定施行[4]。

## 路線状況

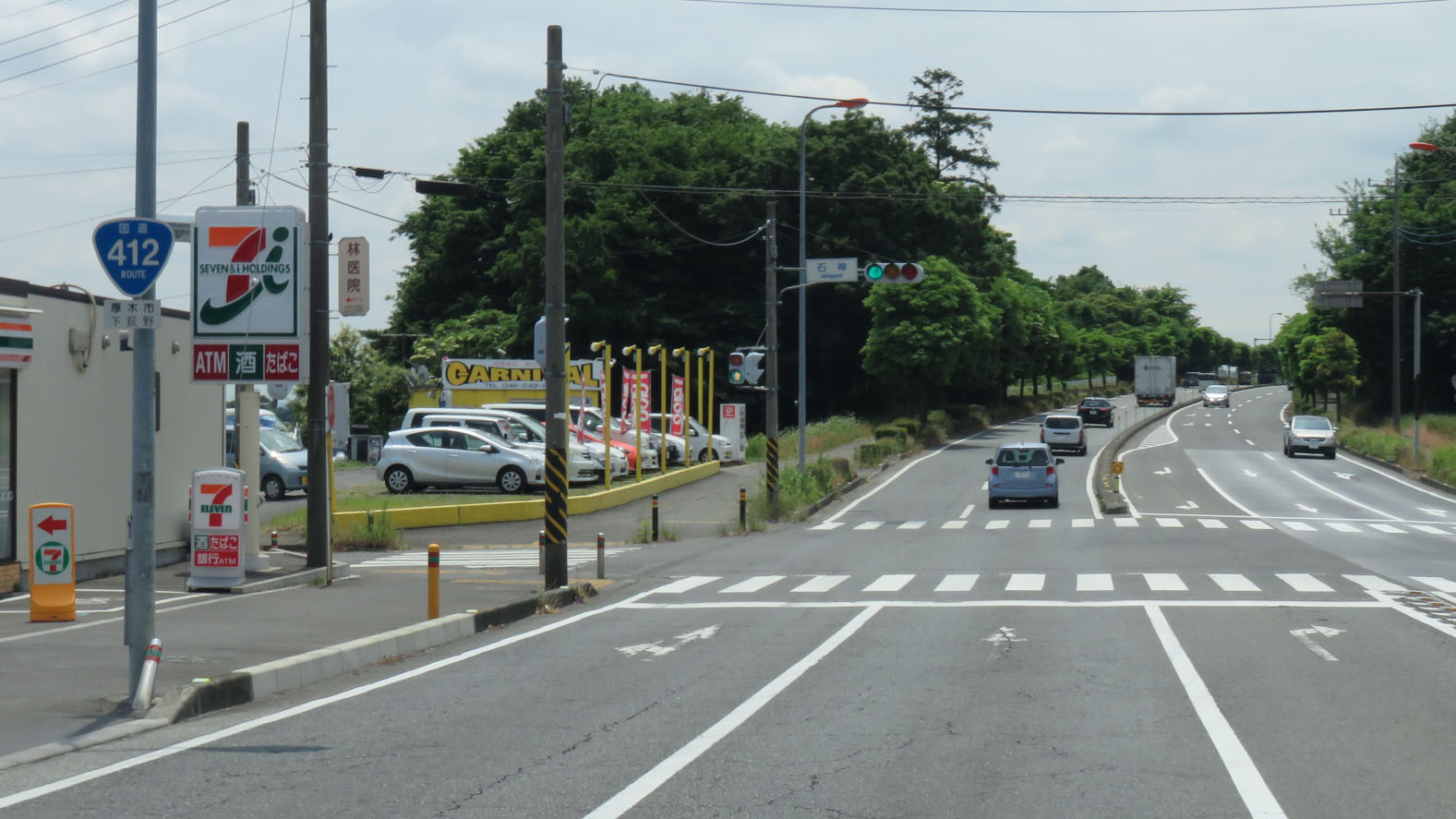
厚木市のバイパス区間
神奈川県厚木市下荻野

### バイパス
- 新道（厚木市内）
- 半原バイパス（愛甲郡愛川町内）

### 重複区間
- 国道129号（起点 - 厚木市妻田[注釈 5]）
- 国道246号（厚木市・船子陸橋 - 厚木市妻田[注釈 5]）
- 国道413号（相模原市緑区・青山交差点 - 三ヶ木交差点）
- 国道20号（相模原市緑区・相模湖駅前交差点 - 相模湖IC（終点））

### 道路施設

#### トンネル
- 半原隧道（愛甲郡愛川町）

## 地理

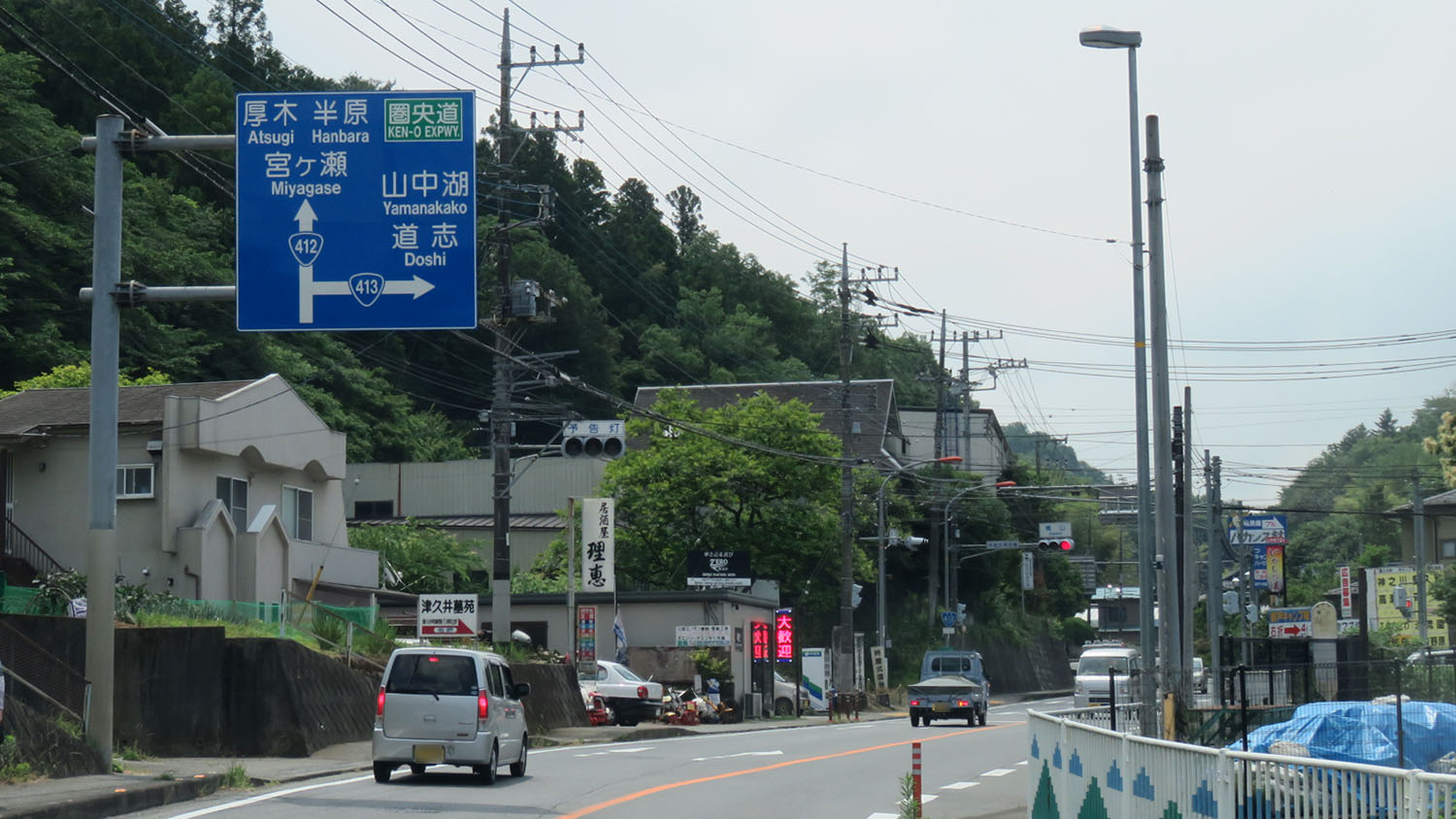
国道413号との分岐
神奈川県相模原市緑区青山

周辺には、仏果山、石老山や相模川、中津川や相模湖などがある。

### 通過する自治体
- 神奈川県
  - 平塚市 - 厚木市 - 愛甲郡愛川町 - 相模原市（緑区）

### 交差する道路
- 平塚市榎木町より厚木市厚木市立病院前交差点まで国道129号に重複
- 厚木市
  - 厚木市立病院前交差点（国道129号）（国道246号）
  - 厚木市立病院前交差点（神奈川県道60号厚木清川線厚木市街方面） - 吾妻団地前交差点まで重複
  - 吾妻団地前交差点（神奈川県道60号厚木清川線清川方面） - 厚木市立病院前交差点より重複
  - 及川中原交差点（神奈川県道63号相模原大磯線）
  - 公所海道交差点（ぐじょかいどう：国道412号旧道）
- 愛甲郡愛川町
  - 平山坂下交差点（神奈川県道54号相模原愛川線） - 半原日向まで並走、途中で愛川方面へ分岐
  - 半原小学校入口交差点（神奈川県道514号宮ヶ瀬愛川線）
  - 半原日向交差点（神奈川県道54号相模原愛川線） - 平山坂下より並走、途中で愛川方面へ分岐
- 相模原市緑区
  - 串川橋交差点（神奈川県道510号長竹川尻線）
  - 長竹三差路（神奈川県道513号鳥屋川尻線川尻方面） - 関交差点まで重複
  - 関交差点（神奈川県道513号鳥屋川尻線鳥屋方面） - 長竹三差路より重複
  - 青山交差点（国道413号道志方面） - 三ヶ木まで重複
  - 三ヶ木交差点（国道413号橋本方面） - 青山より重複
  - 阿津交差点（神奈川県道517号奥牧野相模湖線千木良方面）
  - 津久井消防署前交差点（神奈川県道517号奥牧野相模湖線牧野方面）
  - 相模湖駅前より相模湖IC（中央自動車道）まで国道20号甲州街道に重複

#### 旧道
厚木市立病院前交差点から別経路
- 厚木市
  - 妻田西一丁目（国道129号）（国道246号） - 津久井方面より平塚方面へ向かうときに妻田市場交差点を直進しない
  - 荻野新宿交差点（神奈川県道63号相模原大磯線）
  - 公所海道（国道412号新道）

※2012年4月1日付で厚木市道に移管

### 沿線
山
- 高取山（厚木市）
- 経ヶ岳（厚木市、愛甲郡愛川町、清川村）
- 仏果山（愛甲郡愛川町、清川村）
- 高取山（愛甲郡愛川町、清川村）
- 石老山（相模原市）

河川
- 小鮎川
  - 平成橋（厚木市）
- 荻野川
  - 山中陣屋橋（厚木市）
- 公所川
  - 公所川橋（厚木市）
- 荻野川（厚木市）
- 道の入沢（愛甲郡愛川町）
- 滝沢（愛甲郡愛川町）
- 馬渡沢（愛甲郡愛川町）
- 深沢
  - 細野橋（愛甲郡愛川町）
- 宮沢川
  - 両向橋（愛甲郡愛川町）
- 中津川
  - 愛川大橋（愛甲郡愛川町）
- 桜沢（愛甲郡愛川町）
- 韮尾根沢
  - 韮尾橋（相模原市）
- 串川
  - 串川橋（相模原市）
- 大堀沢（相模原市）
- 青山川（相模原市）
- 道志川
  - 道志橋（相模原市）
- 阿津川（相模原市）
- 相模川（相模湖）
  - 嵐山橋（相模原市）
  - 相模湖大橋（相模原市）

滝
- 塩川滝

湖
- 相模湖（相模原市）
- 宮ヶ瀬湖（愛甲郡清川村、相模原市）

洞門
- 嵐山洞門（相模原市）